# Monte Independencia

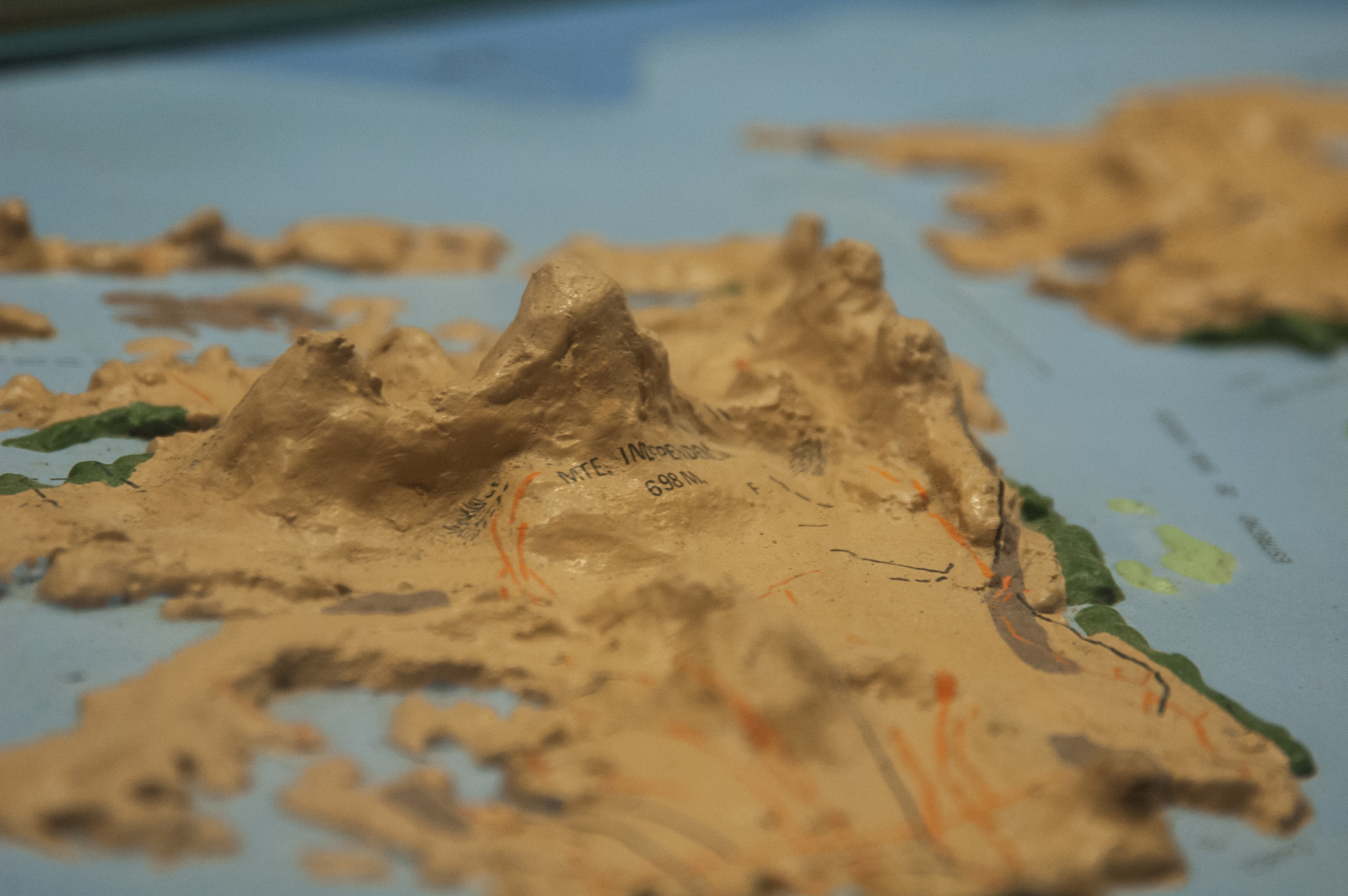
El monte en una maqueta del Museo Malvinas e Islas del Atlántico Sur.

El monte Adam (en idioma inglés: Mount Adam) o monte Independencia (de acuerdo a la toponimia de la Argentina), también denominado monte Beaufort, es una cumbre montañosa de las islas Malvinas que se eleva a 700 metros sobre el nivel del mar, en el sector noroccidental de la isla Gran Malvina, siendo parte de las colinas de la caleta de la Colina. El nombre «Independencia» fue el anterior nombre del monte Robinson, por lo tanto suelen ocurrir confusiones.
Al noroeste, suroeste y sureste del monte tienen sus nacientes, respectivamente, los ríos Toro, Trullo y Piloto, cursos fluviales que drenan buena parte del noroeste del territorio de la Gran Malvina, la segunda isla más grande de las que componen este archipiélago del Atlántico Sur, bajo soberanía británica y reclamado por Argentina.
Pese a lo que indicaban en el pasado algunas fuentes, el monte Adam no es el más elevado del archipiélago malvinense, pues el cerro Alberdi (o monte Usborne), situado en la isla Soledad, se alza a 705 metros sobre el nivel del mar.
Como una de las montañas más altas de las Malvinas (con más de 610 m s. n. m.), que experimentaron alguna glaciación, tiene:

Glarciares de circo marcados con pequeños lagos de origen glaciar en las sus bases, crestas morrenas depositadas por debajo de los circos sugieren que los glaciares y las cúpulas de hielo estaban confinadas a áreas de máxima elevación con otras partes de las islas experimentaron un clima periglaciar.